# ایزی لیسنینگ
ایزی لیسنینگ (انگلیسی: Easy listening؛ شامل مود میوزیک (mood music)) یک ژانر موسیقی عامه‌پسند و فرمت رادیویی است که در دهه‌های ۱۹۵۰ تا ۱۹۷۰ بسیار محبوب بود.

## خوانندگان ایزی لیسنینگ
موسیقی ایزی لیسنینگ دارای خوانندگان محبوبی همچون فرانک سیناترا، بینگ کرازبی، دین مارتین، پتی پیج، تونی بنت، نت کینگ کول، رزماری کلونی، دوریس دی، پری کومو، اینگلبرت هامپردینک، کارپنترز، جولی لاندن و خوانندگان دیگر است.

## برای مطالعهٔ بیشتر
- Borgerson, Janet and Jonathan Schroeder (2017). Designed for Hi-Fi Living: The Vinyl LP in Midcentury America. Cambridge, Mass. : MIT Press. شابک ‎۹۷۸−۰−۲۶۲۰−۳۶۲۳−۸.